# Рассказова, Татьяна Дмитриевна
Татьяна Дмитриевна Рассказова (род. 9 июня 1958, Вентспилс, Латвийская ССР) — советская и российская актриса театра и кино, Лауреат Государственной премии Российской Федерации (2002), Заслуженная артистка Российской Федерации (2007).

## Биография
Родилась 9 июня 1958 года в Вентспилсе (Латвийская ССР). С детских лет проявила творческие способности, участвовала во многих школьных постановках и мероприятиях. В 1983 году окончила Ленинградский институт театра, музыки и кинематографии (ЛГИТМиК), класс А. И. Кацмана и Л. А. Додина. Приняла участие в выпускном спектакле — пародийном ревю «Ах, эти звёзды!» (1983) курса А. Кацмана и Додина в ЛГИТМиКе (пародировала Эллу Фицджеральд, Мирей Матьё, Аллу Пугачёву).

## Роли в театре

### Театр Ленсовета
С 1983 по 1989 год играла в Ленинградском театре имени Ленсовета, среди её работ:
- Полли Пичем — «Трёхгрошовая опера»;
- Валентина — «Вы чьё, старичьё?»;
- Марта — «Интервью в Буэнос-Айресе»;
- Английская королева и Мэри — «Левша».

### МДТ
С 1989 года — актриса Академического Малого драматического театра — Театра Европы (Санкт-Петербург).
Работы Татьяны Рассказовой в МДТ — Театр Европы:
- Татьяна Лобанова — «Братья и сёстры»;
- Надя — «Бегущие странники»;
- Дама на балу — «Вишнёвый сад»;
- Эра — «Московский Хор» Л. Петрушевская;
- Генеральша — «Пьеса без названия»;
- Бондарева — «Блажь», А. Островский;
- Виргинская — «Бесы», Федор Достоевский;
- Время — «Зимняя сказка», Уильям Шекспир;
- Атаманша — «Снежная королева», Евгений Шварц;
- Татьяна Павловна Пруткова — «Подросток», Фёдор Достоевский;
- Бернарда — «Дом Бернарды Альбы», Федерико Гарсиа Лорка;
- Валентина — «Звёзды на утреннем небе», Александр Галин;
- Кристина — «Фрекен Жюли», Август Стриндберг;
- Пелагея Лобанова — «Братья и сёстры. Версия 2015», Фёдор Абрамов;
- Няня — «Дядя Ваня», Антон Чехов;
- участник исследования — Вакханалия; Пастернак, Спектакли-исследования «…Да не судимы будете»;
- Анна — Золушка, Е. Шварц;
- Сестра — Роберто Зукко, Б-М. Кольтес;
- Жительница деревни — «Любовь под вязами», Юджин О’Нил;
- Мария Содерини — «Лорензаччо», А. де Мюссе;
- Ледяная баба — «Новогодние приключения Маши и Вити».

## Работа в кино
Сниматься начала с 1984 года, дебютировав с главной роли в мелодраме «Жил-был доктор…», в которой она сыграла молодую учительницу Тоню. Лента рассказывает о сельском враче Николае Заостровцеве, который в 40 лет подводит жизненный итог.
Звёздной для актрисы стала роль телефонистки Шуры Латниковой в фильме Николая Досталя «Шура и Просвирняк» — экранизации одноимённой повести М. Рощина. Действие фильма происходит осенью 1952 года. Телефонистка Шура работает в одном из министерств. За прямоту и бескорыстность начальство её не жалует, а коллеги уважают. Однажды в коллективе появляется прихрамывающий и заискивающий новичок со странной фамилией Просвирняк (Александр Феклистов). Он не нравится Шуре, а остальные не воспринимают его всерьёз. Однако вскоре Просвирняк перестаёт заискивать и становится завсегдатаем кабинета начальника, появляются один за другим доносы. Шуру, не подписавшую очередной донос, увольняют.
Снималась до 1991 года, сыграла в лентах «Железный дождь», «Случайный вальс», «Кольцо». Затем был длительный перерыв в съемках. Вернулась на экран актриса в 2002 году. Сыграла заметные роли в картинах «Агентство „Золотая пуля“» (Ирина Колесникова), «Лабиринты разума» (Хельга), «Полонез Кречинского» (Мавруша), «Гончие собаки» (Ирина Михайловна Спицина), «Клеймо» (Инна Додонкина), «Месть без права передачи» (Наталья Владимировна), «Две зимы и три лета» (Марфа Репишная), «Горюнов» (Нэнси), «Спутники Венеры» (Ольга Михайловна) и других.
В 2016 году сыграла одну из главных ролей — Наталью, мать Семёна — в мелодраме «Река памяти».
Успешной стала роль в медицинской мелодраме «Тест на беременность» и её продолжении «Тест на беременность — 2». Лента рассказывает о работе акушерского отделения в экспериментальном научно-медицинском центре. Героиня Татьяны Рассказовой — акушерка Евгения Ефимовна Мишина (Миша).

### Фильмография
- 1983 — Ах, эти звёзды! (фильм-спектакль) — Элла Фицджеральд / Мирей Матьё / Алла Пугачева
- 1984 — Жил-был доктор... — Тоня, учительница
- 1987 — Шура и Просвирняк — Шура Латникова, телефонистка
- 1987 — Железный дождь — Надежда Кольцова, невестка
- 1989 — Случайный вальс — Анна, подруга Виктора Степановича
- 1991 — Кольцо — мать семилетнего Платона
- 2002 — Агентство «Золотая пуля» — Ирина Колесникова
- 2003 — Улицы разбитых фонарей — Елена Ивановна Дзюба, вдова
- 2003 — Как в старом детективе — Лида
- 2005 — Пробуждение — Ольга Ивановна, учительница
- 2005 — Мифы моего детства — буфетчица
- 2006 — Синдикат — Обухова
- 2006 — Свободное плавание — Работница с биржи труда
- 2006 — Лабиринты разума — Хельга
- 2007 — Тайны следствия — Надежда Григорьевна, мать Артема
- 2007 — Полонез Кречинского — Мавруша
- 2007 — Пером и шпагой — надзирательница
- 2007 — Опера. Хроники убойного отдела — Валентина Ивановна
- 2007 — Морские дьяволы — Людмила, заложница
- 2007 — Грех — Кассирша на станции
- 2007 — Гончие собаки — Ирина Михайловна Спицина
- 2008 — Кто был Шекспиром — королева Елизавета / Гертруда
- 2008 — Эра Стрельца — 3 — мать Маргариты
- 2008 — Культурный слой. Ах, эти звёзды… (документальный)
- 2008 — Бесы (фильм-спектакль) — Арина Прохоровна Виргинская, акушерка
- 2009 — Пряник — Софья Степановна (Грачиха), квартирная хозяйка
- 2009 — Московский хор (фильм-спектакль) — Эра
- 2009 — Клеймо — Инна Додонкина
- 2009 — Жить сначала — зав. детдомом
- 2009 — Буратино (Buratino, son of Pinocchio) — классный руководитель
- 2010 — Семейный очаг — Анна Петровна
- 2010 — Месть без права передачи — Наталья Владимировна
- 2010 — Исполнительный лист — Татьяна Дмитриевна, прокурор
- 2010 — Дом у большой реки — Варвара Ильинична Большакова, соседка
- 2011 — Шаман — Лидия Ивановна
- 2011 — Чужое лицо — врач в госпитале, полковник
- 2011 — Ментовские войны — Людмила Руслановна Гасанова, нотариус
- 2011 — Земля забвения (Land Of Oblivion, The / Terre Outrage, La)
- 2011 — Дорожный патруль — 10 — Татьяна Генделева
- 2011 — Дорогой мой человек — Софья Ивановна Солдатенкова, эпидемиолог в Монголии
- 2012 — Груз — Наташа, жена Грацалова
- 2012 — Белая гвардия — Прасковья Никитична, старшая милосердная сестра
- 2013 — Разведчица — директор школы
- 2013 — Лекарство против страха — Чистякова, подполковник медицинской службы, заведующая медротой
- 2013 — Две зимы и три лета — Марфа Репишная
- 2013 — Горюнов — Нэнси, генерал ВМС США
- 2014 — Тест на беременность — Евгения Ефимовна Мишина (Миша), акушерка
- 2014 — Ленинград 46 — врач
- 2015 — Спутники Венеры — Ольга Михайловна
- 2015 — Озабоченные, или Любовь зла — Элла Владиславовна, свекровь Кати
- 2016 — Следователь Тихонов — свидетельница ДТП
- 2016 — Река памяти — Наталья, мать Семёна
- 2016 — Ментовская сага — Покровская, мать Олега
- 2016 — Гостиница «Россия» — Светлана Валентиновна, тётя Ксении
- 2017 — Карп отмороженный— Фаина Павловна, директор дома престарелых
- 2017 — Бедная девочка (не был завершен) — Раиса Михайловна
- 2017 — Аритмия — эпизод (нет в титрах)
- 2018 — Котов обижать не рекомендуется — Капитолина Григорьевна, хозяйка козы
- 2018 — Женщина в зеркале — Валентина
- 2019 — Шторм — ректор
- 2019 — Душегубы — Антонина Павловна, сотрудник архива
- 2019 — Тест на беременность — 2 — Евгения Ефимовна Мишина (Миша), акушерка
- 2019 — Тень за спиной — Клавдия Макаровна, мать Нины Рудык
- 2020 — Дайвер
- 2021 - Метод Михайлова-  Анна Михайлова
- 2021 — Чингачгук — Кира Семёновна Савельева
- 2022 — Чайки — Дора Наумовна
- 2024 — Пираты галактики Барракуда — Пират теней

### Озвучивание
- 1995 — Шоугёлз (Showgirls)
- 1995 — Принципиальный и жалостливый взгляд
- 2000 — Бар «Гадкий койот»(Coyote Ugly) — Мария Белло
- 2002 — Солярис (Solaris)

## Награды
- 2002 — Лауреат Государственной премии Российской Федерации за роль Эры в спектакле «Московский хор».
- 2002 — Высшая театральная премия Санкт-Петербурга «Золотой софит» за роль Эры в спектакле «Московский хор».
- 2007 — Заслуженная артистка Российской Федерации.
- 2008 — Премия Союза театральных деятелей за роль Атаманши в спектакле «Снежная королева».
- 2019 — Премия имени Евгения Лебедева за вклад в развитие отечественной театральной культуры.